# Sant Ponç (Gerona)
Sant Ponç es una entidad de población española del municipio de Gerona, perteneciente a la provincia homónima, en la comunidad autónoma de Cataluña. En 2022, la entidad singular de población tenía empadronados tres habitantes.